# Сан-Жозе-ду-Калсаду
Сан-Жозе-ду-Калсаду (порт. São José do Calçado)  —  муниципалитет в Бразилии, входит в штат Эспириту-Санту. Составная часть мезорегиона Юг штата Эспириту-Санту. Входит в экономико-статистический  микрорегион Кашуэйру-ду-Итапемирин. Население составляет 10 683 человека на 2006 год. Занимает площадь 272,771 км². Плотность населения - 39,2 чел./км².
Праздник города —  5 ноября.

## История
Город основан в 1855 году

## Статистика
- Валовой внутренний продукт на 2003 составляет 48.523.500,00 реалов (данные: Бразильский институт географии и статистики).
- Валовой внутренний продукт на душу населения на 2003 составляет 4.582,01 реалов (данные: Бразильский институт географии и статистики).
- Индекс развития человеческого потенциала на 2000 составляет 0,745 (данные: Программа развития ООН).

## География
Климат местности: горный тропический.